# 東部地区 (岡崎市)
東部地区（とうぶちく）は、愛知県岡崎市東部の地区である。

## 地理
現在の岡崎市南部を占める地区である。平成の大合併で額田町（現・額田地区）を合併する以前は南東部に該当していた。

### 河川
- 山綱川
  - 山綱川第1～第7支川
  - 羽栗川
    - 羽栗川第1～第5支川

  - 王子ケ入川
    - 王子ケ入川第1～第2支川

  - 扇子山1の沢～6の沢
- 竜泉寺川
  - 竜泉寺川第1～第6支川
  - 松葉沢第3
- 鉢地川
  - 鉢地川第1～第14支川
  - 鉢地川第16～20支川
  - 菖蒲浦ケ入川
    - 菖蒲浦ケ入川第1～5支川

  - 三山川
    - 三山川第1～2支川

  - 沢口川
  - 三瀬川
  - 西薬師堂沢第1
  - 西薬師堂沢第2
- 衣文川
  - 青木川 (矢作川水系・男川支流)
    - 青木川第1支流川

  - 前川 (矢作川水系・男川支流)
    - 前川第1～3支川

### 山岳・渓谷
- 桑谷山

### 町
- 藤川町
- 藤川荒古
- 藤川台
- 市場町
- 蓑川町
- 蓑川新町
- 山綱町
- 羽栗町
- 池金町
- 舞木町
- 竜泉寺町
- 桑谷町
- 上衣文町
- 大幡町
- 鉢地町
- 鶇巣町
- 本宿町
- 本宿西
- 本宿茜
- 本宿台

## 歴史

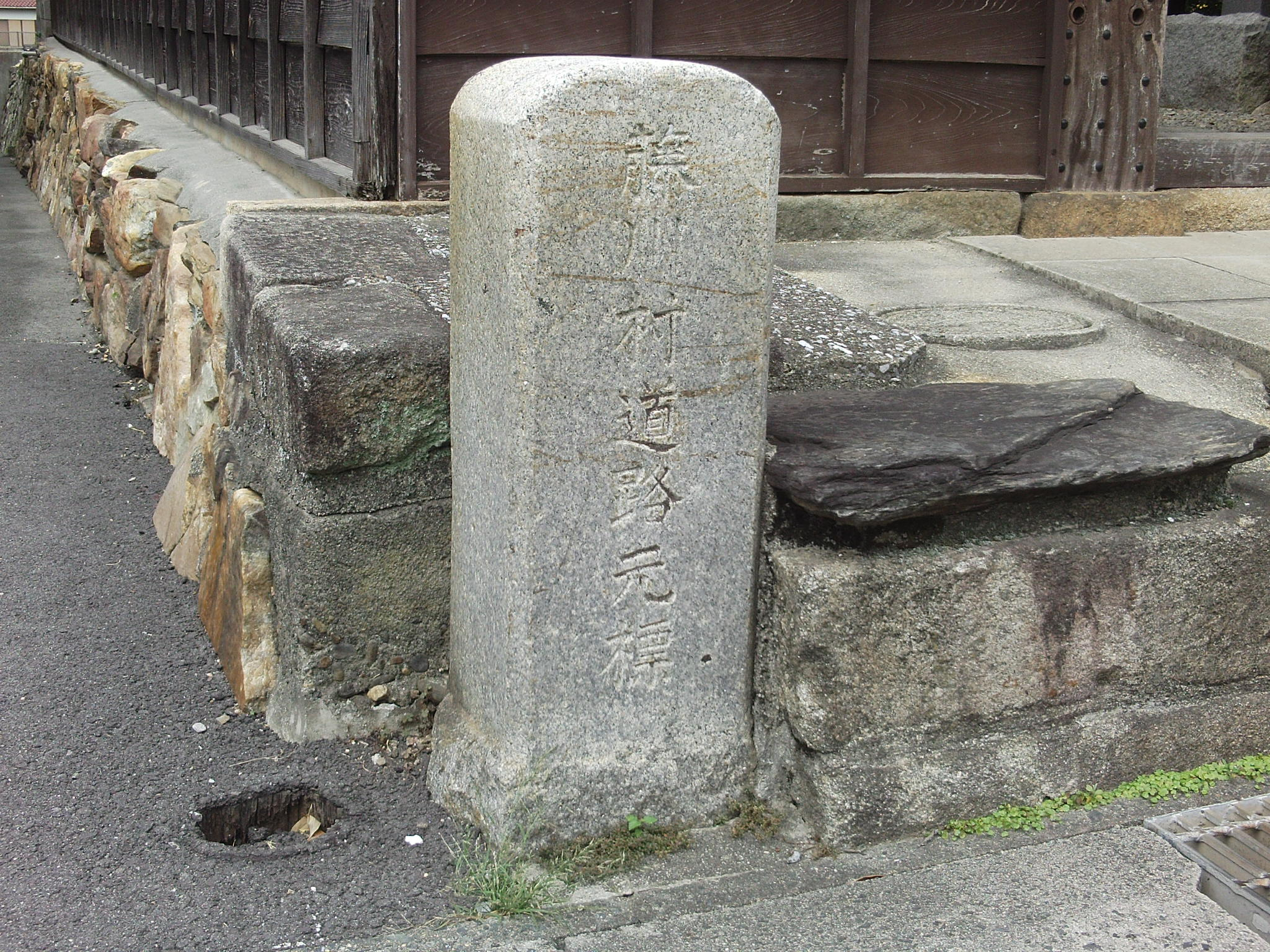
藤川村道路元標

### 年表
- 1601年（慶長6年） - 東海道藤川宿が開設される。
- 1648年（慶安元年） - 藤川宿の拡大のため、山中郷舞木村[注釈 1]の住民を移住させ、藤川村の加宿として市場村を開設。藤川宿は、藤川村の中町と西町、市場村の東町の3町で形成されることとなる。

### 行政区域の沿革
- 1878年（明治11年）
  - 藤川村、市場村、蓑川村が合併し、藤川村となる。
  - 竜泉寺村と尾尻村が合併し、竜泉寺村となる。
- 1889年（明治22年）10月1日
  - 竜泉寺村と桑谷村が合併し、竜谷村となる。
  - 羽栗村、池金村、舞木村、山綱村が合併し、山中村となる。
  - 上衣文村、大幡村、鶫巣村、鉢池村、本宿村が合併し、本宿村となる。
- 1955年（昭和30年）2月1日 - 岡崎市に編入される。

## 教育

### 高等学校
- 愛知県立岡崎東高等学校
- 愛知産業大学三河高等学校
- 人間環境大学附属岡崎高等学校

### 中学校
- 岡崎市立東海中学校
- 人間環境大学岡崎学園中学校（2013年4月1日から休校中）

### 小学校
- 岡崎市立本宿小学校
- 岡崎市立山中小学校
- 岡崎市立藤川小学校
- 岡崎市立竜谷小学校

## 交通

### 鉄道
- 名鉄名古屋本線

（大平地区） - 藤川駅 - 名電山中駅 -  （舞木信号場） - 本宿駅 - （豊川市）

### バス路線

#### 路線バス
- 本宿 - 額田支所前 - 石原 - くらがり渓谷
- 本宿 - 山綱町2丁目 - 緑町南 - 本宿
- 本宿- 豊興工業前
- 本宿-羽栗-美合

#### 高速バス
- 東名ハイウェイバス（超特急・特急：東京駅 - 名古屋駅、急行：静岡駅 - 名古屋駅）
  - 超特急スーパーライナー：（豊川市・東名豊川） - 東名本宿 - （本庁地区・東名岡崎）
  - 特急東名ライナー・急行：（豊川市・東名音羽） - 東名本宿 - （本庁地区・東名岡崎）

### 道路

#### 高速道路
- 東名高速道路
  - 本宿バスストップ

#### 一般国道
- 国道1号
- 国道473号（樫山街道、鉢地峠道）
  - 岡崎額田バイパス

#### 主要地方道
- 愛知県道36号阿蔵本宿線（廃止）
- 愛知県道38号蒲郡本宿線（廃止）

#### 一般県道
- 愛知県道324号生平幸田線（保母道、吉良道）
- 愛知県道325号須美福岡線
- 愛知県道326号桑谷柱線（緑丘通り）
- 愛知県道327号市場福岡線（藤川街道）
- 愛知県道480号美合幸田線（馬頭道）
- 愛知県道525号蒲郡環状線（三河湾スカイライン）

#### 主な林道
- 桑谷蒲郡線

#### 街道
- 東海道（国道1号）
- 樫山街道（国道473号）
- 西郡道（市道舞木蒲郡線）

## 施設
- 道の駅藤川宿
- 岡崎市東部地域交流センター・むらさきかん
- 桑谷キャンプ場
- 本宿警察官駐在所
- 舞木警察官駐在所
- 藤川警察官駐在所
- 桑谷警察官駐在所
- 岡崎市消防本部東消防署本宿出張所
- 本宿郵便局
- 藤川郵便局
- 山中簡易郵便局

## 観光スポット

### 名所・旧跡

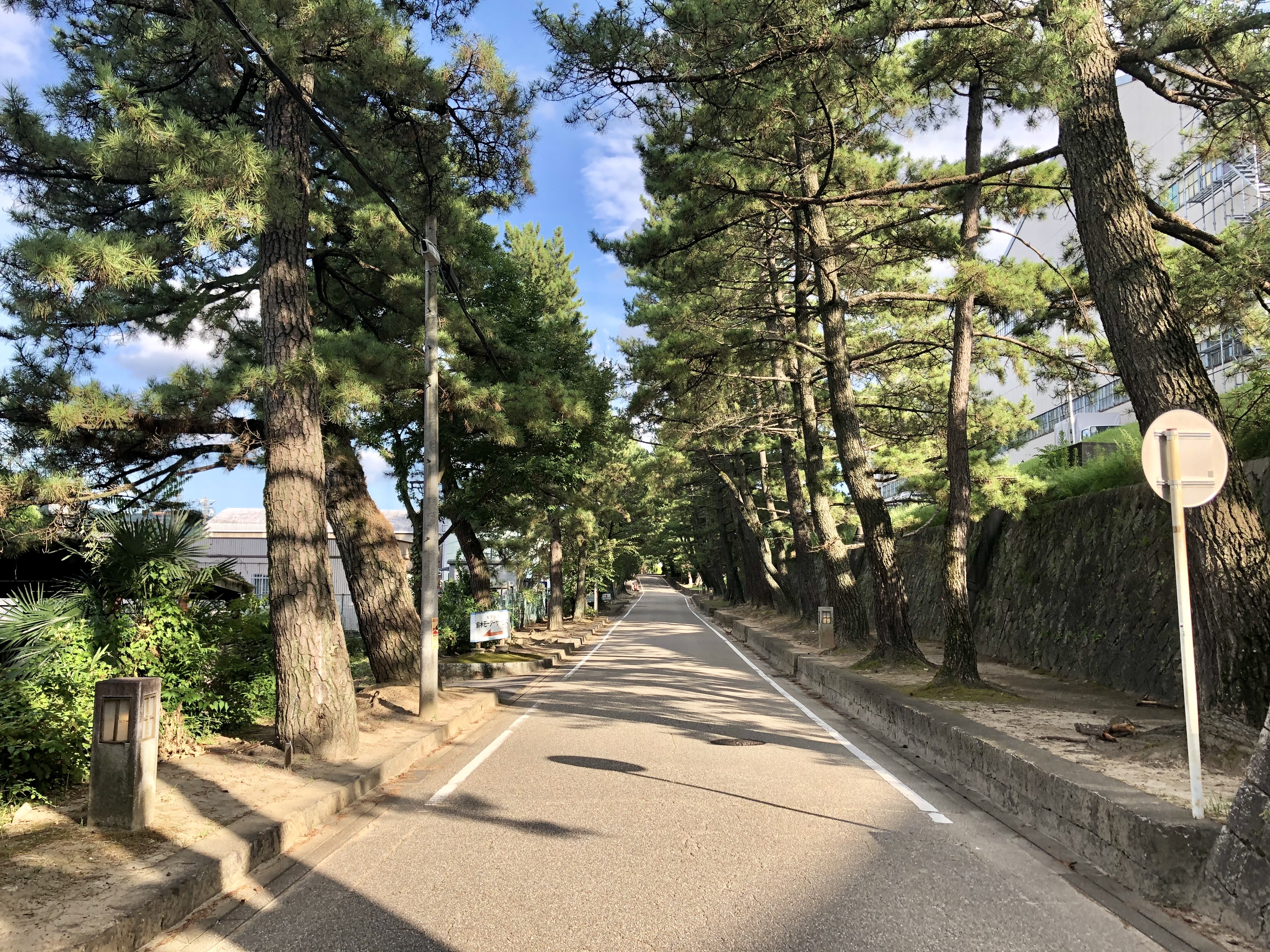
旧東海道の松並木

- 三河湾国定公園
  - 旧桑谷山荘展望台
  - 西郡道
  - 三河湾スカイライン
- 山中城跡
- 藤川宿
  - 松並木
  - 本陣跡
  - 脇本陣跡（現・藤川宿資料館）
- 本宿一里塚跡
- 本宿陣屋跡
- 近藤勇首塚
- 宇都野龍碩[注釈 2]邸跡

### 神社
- 山中八幡宮
- 池金神社
- 松尾神社
- 関山神社
- 松尾神社

### 寺院
- 法蔵寺
- 一畑山薬師寺
- 金龍院
- 菩提院
- 無量寺
- 養薬寺
- 広忠寺
- 長福寺

## 関連事項
- 額田郡
  - 本宿村
  - 山中村
  - 龍谷村
  - 藤川村